# Schröttinghausen (Preußisch Oldendorf)
Schröttinghausen is een plaatsje in het uiterste noordwesten van de Duitse gemeente Preußisch Oldendorf, deelstaat Noordrijn-Westfalen, en telt 378 inwoners (2007).
De beroemde sterrenkundige Walter Baade (1893–1960) werd hier geboren.
Zie verder onder: Preußisch Oldendorf.